# گاتروم
گاتروم (انگلیسی باستان: Guðrum، پیرامون ۸۳۵ - پبرامون ۸۹۰) پادشاه آنگلیای خاوری در سال‌های پایانی سدهٔ نهم بود.
او که در ریشه، بومی دانمارک کنونی بود، یکی از رهبران «ارتش بزرگ تابستانی» بود که در آوریل ۸۷۱ وارد ریدینگ شد تا به ارتش بزرگ بی‌دین‌ها بپیوندد که می‌خواستند پادشاهی‌های انگلستان آنگلوساکسون را بگشایند.
ارتش‌های ترکیبی در گشایش پادشاهی‌های آنگلیای خاوری، مرسیا و نورثومبریا کامیاب بودند و توانستند بر وسکسِ زیر رهبری آلفرد کبیر پیروز شوند، ولی سرانجام در نبرد ادینگتون در سال ۸۷۸ از آلفرد شکست خوردند و دانمارکی‌ها به سمت سنگر خود عقب‌نشینی کردند، جایی که در آنجا آلفرد محاصره شان کرد و سرانجام گاتروم تسلیم شد.
بر پایهٔ پیمان نامهٔ تسلیم، گاتروم ناچار شد شست و شوی تعمید بگیرد و سپس وسکس را وا بگذارد و برود.
پیمان بعدی آلفرد و گاتروم مرزهای میان سرزمین آلفرد و گاتروم و همچنین مقررات بازرگانی صلح‌آمیز و ارزش پولی جان مردم (مانند خونبها) را روشن کرد.
این پیمان در جایگاه پایه و بنیاد پادشاهی دانلا در نظر گرفته می‌شود. گوتروم تا هنگام مرگش با نام تعمیدی اش ایتلستان بر آنگلیای خاوری فرمانروایی کرد.